# Alois Rainer (Politiker, 1921)
Alois Rainer (* 16. Juni 1921 in Untergrub; † 14. März 2002 in Haibach) war ein deutscher Landwirt, Gastwirt und Politiker (CSU).

## Leben und Beruf
Rainer wurde als Sohn eines Landwirtes geboren. Nach dem Besuch der Volksschule und einer landwirtschaftlichen Berufsschule arbeitete er auf dem elterlichen Hof. Er nahm von 1939 bis 1945 als Kriegsfreiwilliger am Zweiten Weltkrieg teil, wurde bei der Luftwaffe eingesetzt und war später Fallschirmjäger. Gegen Kriegsende geriet er in Gefangenschaft.
Nach seiner Entlassung aus der Kriegsgefangenschaft absolvierte Rainer eine Metzgerlehre. 1947 übernahm er die Leitung eines Metzgerbetriebs mit angeschlossener Gast- und Landwirtschaft. Rainers Tochter Gerda Hasselfeldt war von 1989 bis 1992 Bundesministerin und von 2005 bis 2011 Vizepräsidentin des Deutschen Bundestages, sein Sohn Alois Georg Josef war von 1996 bis 2014 Bürgermeister von Haibach und seit 2013 Bundestagsabgeordneter. Dieser wurde am 28. April 2025 von der CSU als Bundeslandwirtschaftsminister für das Kabinett Merz vorgeschlagen.

## Partei
Rainer trat 1948 in die CSU ein und wurde später zum stellvertretenden Vorsitzenden des CSU-Kreisverbandes Straubing gewählt.

## Abgeordneter
Rainer war von 1952 bis 1972 Kreistagsmitglied des Kreises Bogen und seit 1960 Bezirksvorsitzender Bayerischen Gemeindetages für Niederbayern. Von 1958 bis zu seiner Mandatsniederlegung am 21. Oktober 1965 war er Mitglied des Bayerischen Landtages. Dem Deutschen Bundestag gehörte er von 1965 bis 1983 an. Im Parlament vertrat er den Bundestagswahlkreis Straubing.

## Öffentliche Ämter
Rainer amtierte seit 1948 als Bürgermeister der Gemeinde Haibach.